# Abruzzi e Molise
Abruzzi e Molise fu una delle regioni previste dall'articolo 131 della Costituzione della Repubblica Italiana nella sua stesura originale. Venne abolita, prima ancora della sua entrata in funzione, dalla legge costituzionale n. 3 del 1963.

## Storia
In età normanna l'Abruzzo venne per la prima volta riunito in un unico giustizierato; successivamente, in epoca angioina, fu ripartito in due distinte circoscrizioni, l'Abruzzo Ulteriore (Ultra flumine Piscaria) e l'Abruzzo Citeriore (Citra flumine Piscaria), stabilendo come limite tra esse il confine naturale segnato dal corso del fiume Pescara. La bipartizione in due province perdurò per oltre cinque secoli, e fu proprio l'esistenza di due diverse circoscrizioni abruzzesi a far sì che il toponimo Abruzzo venisse declinato al plurale, indicando quindi come Abruzzi il territorio delle due province. Con le riforme napoleoniche e murattiane del XIX secolo, l'Abruzzo Ulteriore fu a sua volta diviso in due circoscrizioni, l'Abruzzo Ulteriore I, con capoluogo Teramo e l'Abruzzo Ulteriore II, con capoluogo Aquila, portando a tre il numero delle province abruzzesi.
Il territorio molisano invece, già durante il regno di Federico II, costituì un'unica provincia assieme alla Terra di Lavoro, andando a formare il giustizierato di Terra di Lavoro e Contado di Molise. Con la scissione del Regno di Sicilia in due distinte entità statuali, Regno di Trinacria e Regno di Napoli, il Molise cominciò a essere considerato come un territorio a sé stante, sebbene esso continuasse a non possedere autonomia amministrativa. Fino al 1538, infatti, il Molise continuò a essere amministrato congiuntamente alla Terra di Lavoro; successivamente fu aggregato alla Capitanata rimanendovi legato sino al 1806, quando il contado di Molise, il cui capoluogo fu fissato in Campobasso, ottenne l'autonomia amministrativa.
La confinazione tra le quattro province abruzzesi e molisane seguiva criteri di natura geografica, difatti Abruzzo Ulteriore primo, Abruzzo Citeriore e Molise erano separati dai corsi dei fiumi Pescara e Trigno, mentre la provincia interna di Abruzzo Ulteriore secondo era separata dalle restanti province dalle alte vette dell'Appennino abruzzese, dal Terminillo fino ai Monti della Meta, passando per Monti della Laga, il Gran Sasso e la Maiella.

## Variazioni territoriali

Evoluzione storica dei confini

Gli Abruzzi e il Molise hanno subito, nel corso dei secoli, diverse variazioni territoriali, anche importanti, che portarono alla definizione delle quattro province - Abruzzo Ulteriore I, Abruzzo Ulteriore II, Abruzzo Citeriore e Molise - esistite durante il decennio francese e durante il Regno delle Due Sicilie. Nel 1806, in particolare, la struttura periferica dello Stato napoletano fu oggetto di una riforma amministrativa che portò all'introduzione di un sistema di enti locali di tipo moderno e organizzato su quattro livelli. In seguito alla riforma il Molise ottenne l'autonomia amministrativa pur tuttavia con rilevanti mutamenti territoriali.
La provincia acquisì dalla Capitanata la parte occidentale del distretto di Larino e un lembo del distretto di Foggia, mentre dall'Abruzzo citeriore acquisì diversi comuni e casali del distretto di Vasto. Nel 1852, per effetto del Trattato del 15 aprile stipulato tra il Regno delle Due Sicilie e lo Stato Pontificio, vi fu uno scambio di territori tra i due Stati che interessò due province abruzzesi: l'Abruzzo Ulteriore I acquisì il comune di Ancarano e i villaggi di Villafranca, Vignatico, Valloni, Collegrato, Pietralta, Morrice e Casenuove (in seguito tutti divenuti frazioni del comune di Valle Castellana) mentre cedette i villaggi di Vosci, Forcella e Casa Bianchini (poi divenuti frazioni del comune di Acquasanta Terme). L'Abruzzo Ulteriore II, ottenne i villaggi di Trimezzo, Offeio e San Martino, mentre perse i villaggi di Tufo, Capodacqua e Casette.
In seguito alla formazione del Regno d'Italia fu aggregato al Molise il comune di Venafro - già appartenuto alla provincia di Terra di Lavoro - mentre diversi comuni, tra i quali Pontelandolfo e Casalduni (teatro dei fatti di Pontelandolfo e Casalduni, una sanguinosa rappresaglia da parte del Regio Esercito nel 1861), vennero ceduti alla neocostituita provincia di Benevento.
Nel 1927, contestualmente alla soppressione dei circondari, l'Abruzzo fu interessato da importanti modifiche territoriali: la provincia di Aquila degli Abruzzi perse una larga fetta del suo territorio - 1362 km² e 70 000 abitanti - corrispondente all'ex circondario di Cittaducale, ceduto all'istituenda provincia di Rieti, e contestualmente il regime fascista istituì la provincia di Pescara scorporando porzioni di territorio sia dalla provincia di Aquila degli Abruzzi sia da quelle di Teramo e Chieti. Nella nuova circoscrizione pescarese, infatti, confluirono i due centri aquilani di Bussi sul Tirino e Popoli, i comuni chietini dell'area Casauriense e tutti i comuni dell'ex circondario di Penne, fatta eccezione per i comuni appartenuti all'ex mandamento di Bisenti, che rimasero alla provincia teramana.

## Mancata attuazione della regione
Nell'assemblea costituente fu prefigurata la separazione di due distinte regioni per i territori di Abruzzo e Molise, tanto che per le elezioni del Senato nel 1948 ebbero ognuna una propria circoscrizione, la decisione finale fu però procrastinata a data da destinarsi.
Con l'articolo 1 della legge costituzionale n. 3 del 27 dicembre 1963 venne modificato l'articolo 131 Costituzione, elencando Abruzzi e Molise come due regioni distinte, divenendo l'unico caso della storia della Repubblica Italiana di formazione di due nuove regioni per distacco da un'unica regione. 
Nel 1970, rendendo effettiva la previsione costituzionale, entrarono in funzione tutte le regioni a statuto ordinario, tra cui l'Abruzzo - che nello statuto regionale venne ufficialmente denominato al singolare a differenza della Costituzione, che continua a riportare la forma plurale Abruzzi - e il Molise; in quello stesso anno parte del territorio della provincia di Campobasso, l'unica esistente nel Molise fino ad allora, fu distaccata per formare la nuova provincia di Isernia.